# Контрсталийное время
Контрстали́йное вре́мя — в торговом мореплавании дополнительное время ожидания судна под погрузкой, установленное соглашением сторон в дополнение к сталийному времени. При отсутствии соглашения сторон продолжительность контрсталийного времени определяется сроками, обычно принятыми в порту погрузки. Контрсталийное время исчисляется в календарных днях, часах и минутах с момента окончания сталийного времени.
В контрсталийное время включаются воскресные и официально установленные праздничные дни, объявленное нерабочим в порту время, а также перерывы в погрузке груза, вызванные непреодолимой силой или гидрометеорологическими условиями, создающими угрозу сохранности груза либо препятствующими его безопасной погрузке. Время, в течение которого погрузка груза не проводилась по зависящим от судовладельца причинам, не включается в контрсталийное время.
За контрсталийное время судовладельцу уплачивается плата (демередж). Согласно общепринятому правилу, однажды начавшись, контрсталийное время течёт беспрерывно, независимо от выходных дней и погодных условий (once on demurrage - always on demurrage). 
Судовладелец имеет право по истечении контрсталийного времени отправить судно в плавание, если даже весь условленный груз не погружен на судно по причинам, не зависящим от судовладельца. При этом судовладелец сохраняет право на получение полного фрахта.
За задержку судна свыше контрсталийного времени фрахтователь обязан возместить судовладельцу причинённые убытки, если задержка судна произошла по причинам, не зависящим от судовладельца.